# 1870 في إيطاليا
فيما يلي قوائم الأحداث التي وقعت خلال عام 1870 في إيطاليا.

## ظهور
- 1 يناير – أوبرا عايدة

## مواليد

### يناير
- 17 يناير – ماريا لويز دي بوربون-بارما

### فبراير
- 10 فبراير – أليساندرو بونتشي[1]

### أغسطس
- 31 أغسطس – ماريا مونتيسوري[2]

## وفيات

### يناير
- 29 يناير – ليوبولدو الثاني دوق توسكانا الأكبر (مواليد 1797)[3]

### ديسمبر
- 29 ديسمبر – جوزيبي فريليني (مواليد 1797)